# Карамышева, Татьяна Николаевна
Татьяна Николаевна Карамышева — советский и российский баскетбольный тренер, заслуженный работник физической культуры Российской Федерации, заслуженный тренер России, кандидат педагогических наук (тема «Организационно-педагогические условия становления спортивного клуба школы»). Сооснователь женского баскетбольного клуба «Вологда-Чеваката». Председатель тренерского совета женских клубов Российской баскетбольной федерации с 2017 года.

## Биография
Родилась в Вологде 27 июля 1954 года. Окончила институт физкультуры имени П. Ф. Лесгафта.
С 14 лет занималась баскетболом.
В 1995 году вместе с родной сестрой Валентиной Черепановой создала в Вологде баскетбольный клуб «Политехник» (ныне «Вологда-Чеваката»).
В 2000—2003 гг. была депутатом Вологодской городской Думы в третьем созыве.
В 2001 году «Чеваката» под руководством Карамышевой завоевала бронзовые медали чемпионата России.
В 2004—2006 гг. стажировалась в Питтсбургском университете в США.
В 2006 году освобождена от должности главного тренера «Чевакаты» и с тех пор работает её спортивным директором. По информации журналистов, причиной отставки могли стать напряжённые отношения со спортивными чиновниками, а болельщики планировали устроить акции против её отставки. В том же году заняла пост председателя Федерации баскетбола города Вологды, а с 2009 года — областной Федерации баскетбола. Также является детским тренером.
В 2007 году вновь участвовала в выборах в Вологодскую городскую Думу по округу № 10 от «Единой России», не будучи, при этом, членом партии. Проиграла два процента самовыдвиженцу Сергею Воропанову.
В 2008 году утверждена губернатором Вологодской области в качестве члена региональной Общественной палаты.
В 2010 году издана книга Карамышевой «Быстрый прорыв» о путешествиях на баскетбольные соревнования в разные страны. Книгу она посвятила семье и сыну Игорю.
В 2013 году пронесла через Вологду олимпийский огонь.

## Воспитанники
- Марина Воронова — чемпионка Европы среди юниорок 1984 года[1]
- Мария Калмыкова — чемпионка Европы среди юниорок 1996 года, бронзовый призёр Олимпийских игр 2004 года
- Ирина Соколовская — бронзовый призёр Олимпиады 2008, обладатель кубка ФИБА 2013 года
- Елена Волкова
- Ольга Подковальникова
- Ульяна Шулепова
- Зоя Тутуева